# LacUV5
lacUV5 ist ein bakterieller Promotor, der in bakteriellen Expressionsvektoren zur Herstellung rekombinanter Proteine verwendet wird.

## Eigenschaften
lacUV5 ist eine Mutante des Promotors im lac-Operon aus Escherichia coli. Es besitzt im Gegensatz zum lac-Promotor keine Katabolitrepression, wodurch die Genexpression nicht durch Glucose gehemmt wird. Diese Eigenschaft wird durch zwei geänderte Basenpaare in der -10 Hexamer-Region des lac-Promotors hervorgerufen. Es ist einer der meistverwendeten bakteriellen Promotoren zur Erzeugung von Proteinen, da keine weiteren Aktivatoren erforderlich sind und vergleichsweise hohe Mengen an Protein erzeugt werden. Es besitzt ein cis-Element im Bereich -35 und -10. lacUV5 entspricht ungefähr der Konsensussequenz eines bakteriellen Promotors, an die der Sigma-Faktor und die bakterielle RNA-Polymerase zur Einleitung der Proteinbiosynthese bindet. Es kann durch den lac-Repressor gehemmt werden und durch IPTG (100 μM bis 1,5 mM) oder Lactose induziert werden.